# Robin Dunbar
Pour les articles homonymes, voir Dunbar (homonymie).
Robin Ian MacDonald Dunbar (né le 28 juin 1947 à Liverpool) est un anthropologue britannique et un biologiste de l'évolution, spécialisé dans le comportement des primates. Il est connu pour avoir formulé le nombre de Dunbar, 148, une mesure de la « limite cognitive du nombre de personnes avec lesquelles un individu peut avoir des relations stables. »

## Biographie
Dunbar, fils d'un ingénieur, fait ses premières études dans le Northamptonshire, puis au Magdalen College à Oxford, où il a Nikolaas Tinbergen comme professeur. Il passe deux années comme écrivain scientifique indépendant. Il mène ensuite une carrière universitaire à l'université de Bristol, à l'université de Cambridge de 1977 à 1982, et à l'University College London de 1987 à 1994. En 1994, Dunbar devient professeur de psychologie évolutive à l'université de Liverpool, poste qu'il quitte en 2007 pour devenir le directeur de l'Institut d'anthropologie cognitive et évolutive de l'université d'Oxford.
On peut avoir des versions numériques de quelques articles dont il est l'auteur ou le coauteur auprès du Groupe de recherche en psychologie évolutive et en écologie du comportement de l'université de Liverpool.
Robin Dunbar est directeur du British Academy Centenary Research Project (BACRP) De Lucy au langage : L'archéologie du cerveau social et est impliqué dans le projet Identifying the Universal Religious Repertoire du BACRP.